# Saint-Julien-d'Armagnac
Saint-Julien-d'Armagnac är en kommun i departementet Landes i regionen Nouvelle-Aquitaine i sydvästra Frankrike. Kommunen ligger i kantonen Gabarret som tillhör arrondissementet Mont-de-Marsan. År 2022 hade Saint-Julien-d'Armagnac 109 invånare.

## Befolkningsutveckling
Antalet invånare i kommunen Saint-Julien-d'Armagnac
Referens:INSEE